# Comodica drepanosema
Comodica drepanosema är en fjärilsart som beskrevs av Turner 1923. Comodica drepanosema ingår i släktet Comodica och familjen äkta malar. Inga underarter finns listade i Catalogue of Life.